# 利林费尔德
利林费尔德（德語：Lilienfeld，德語發音：[ˈliːli̯ənˌfɛlt] ⓘ）是奥地利下奥地利州利林费尔德县的一个市镇。总面积53.95平方公里，总人口3002人，人口密度55.6人/平方公里（2005年）。